# Roque González Garza

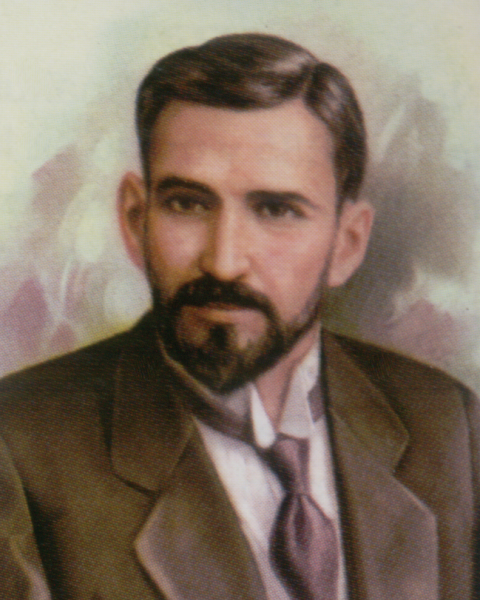
Roque González Garza

Roque González Garza (Saltillo, 23 maart 1885 – Mexico-Stad, 12 november 1962) was een Mexicaans politicus en militair. In 1915 was hij gedurende een paar maanden provisorisch president van Mexico.
González studeerde commercie in Mexico-Stad en raakte in zijn jeugd bevriend met Francisco I. Madero, die hij  in 1910 vergezelde tijdens zijn verkiezingstournee tegen dictator Porfirio Díaz. Beiden werden gevangengezet en na de (frauduleuze) verkiezingen van dat jaar werden ze vrijgelaten. González vluchtte naar de Verenigde Staten waar hij Pancho Villa ontmoette. González keerde met Madero en Villa terug naar Mexico bij het uitbreken van de Mexicaanse Revolutie. Na de overwinning van Madero werd hij diens persoonlijke secretaris en werd gekozen in de Kamer van Afgevaardigden.
In 1913, na het omverwerpen en de moord op Madero door Victoriano Huerta, vluchtte González naar het noorden om zich aan te sluiten bij Villa teneinde dictator Huerta te bestrijden. Na de omverwerping van Huerta kreeg González zitting in de conventie van Aguascalientes. Nadat de vorige president Eulalio Gutiérrez was gevlucht werd González op 16 januari 1915 door de conventie tot tijdelijk president benoemd. Hij probeerde beide zijden van de conventie met elkaar te verzoenen, maar ondervond slechts tegenwerking. Op 10 juni trad hij af ten gunste van Francisco Lagos Cházaro. Nadat de macht van Pancho Villa was teruggedrongen zag hij zich gedwongen Mexico te ontvluchten.
Na de dood van Venustiano Carranza in 1920 keerde hij terug naar Mexico en werd hij benoemd tot divisiegeneraal. Jaren later werkte hij nog samen met president Adolfo López Mateos en stelde hij zijn herinneringen aan de Mexicaanse Revolutie op schrift. Hij overleed in Mexico-Stad in 1962.